# Friedrich Lüttge
Friedrich Lüttge (* 6. September 1900 in Anderbeck; † 16. August 1978 in Schongau) war ein deutscher Politiker (FDP).

## Leben
Lüttge war Diplom-Volkswirt und arbeitete als Obermagistratsrat.
Er war Mitglied der FDP und vom März 1963 bis März 1964 Mitglied des Abgeordnetenhauses von Berlin.